# Tossal Caterí
El Tossal Caterí és una muntanya de 597 metres que es troba al municipi de Castellfollit de Riubregós, a la comarca de l'Anoia.